# Bruchsal
Bruchsal è un comune tedesco di 46 587 abitanti, situato nel land del Baden-Württemberg.
Vi si possono ammirare le pitture su vetro dell'artista Ursula Stock.

## Storia
Sul Michaelsberg, vicino Untergrombach, sono stati scoperti reperti della Cultura di Michelsberg risalenti al tardo V e IV secolo a.C. Conosciuto nel primo periodo neolitico.
Bruchsal viene menzionata per la prima volta nell'Ostarrichi-Urkunde, certificato dell'imperatore Ottone III di Sassonia per la diocesi di Frisinga e nel quale compare per la prima volta la parola Austria (come Ostarrichi)
Dal 1503 al 1803 fu città residenziale del Principe vescovo di Spira. Il quale vi abitò stabilmente dal XVIII secolo, in seguito alla distruzione dell'antico palazzo episcopale, avvenuta durante la Guerra di successione del Palatinato.

## Monumenti e luoghi d'interesse
- Castello di Bruchsal. Costruito fra il 1722 e il 1755 come residenza dei principi-vescovi di Spira, vede fra i suoi architetti l'intervento di Balthasar Neumann all'originale Scalone d'onore.
- Pfarrkirche Sankt Peter. La Parrocchiale di San Pietro è un edificio barocco eretto da Balthasar Neumann fra il 1740 e il 1746[4] come luogo di sepoltura dei Principi-vescovi.